# Kössern
Kössern ist eine Ortschaft und ein Ortsteil der Großen Kreisstadt Grimma im Landkreis Leipzig in Sachsen. Die einstige Gemeinde Kössern mit ihrem Ortsteil Förstgen wurde am 1. Januar 1994 nach Großbothen eingemeindet. Mit der Auflösung der Gemeinde Großbothen kamen am 1. Januar 2011 die fünf nördlichen Ortsteile zur Stadt Grimma. Seitdem bilden Kössern und Förstgen die Ortschaft Kössern.

## Geographie

### Geographische Lage und Verkehr
Kössern befindet sich südöstlich von Grimma zwischen dem Ufer der Mulde im Westen und Süden und dem Thümmlitzwald im Osten. Der aus diesem Forstgebiet kommende Schmelzbach mündet östlich des Orts in die Mulde. Zu Kössern gehört das Forsthaus Pielitzberg, welches sich südlich der am Thümmlitzsee liegenden Bungalowsiedlung Amalienburg (bereits in der Flur von Förstgen) befindet.
Kössern ist durch eine Straßenbrücke über die Mulde direkt mit Großbothen und dem Bahnhof Großbothen verbunden. Während die Bahnstrecke Borsdorf–Coswig noch in Betrieb ist, wurde die Bahnstrecke Glauchau–Wurzen (Muldentalbahn) stillgelegt. Beide Bahnstrecken trennen sich südlich von Kössern auf dem anderen Muldenufer in einem Gleisdreieck voneinander. Die Bahnstrecke Borsdorf–Coswig überquert anschließend auf einem Viadukt die Mulde und verläuft danach in der südlichen Kösserner Flur.

### Nachbarorte
| Kleinbothen | Förstgen                                    |            |
|             | Kompassrose, die auf Nachbargemeinden zeigt | Keiselwitz |
| Leisenau    | Sermuth                                     |            |

## Geschichte

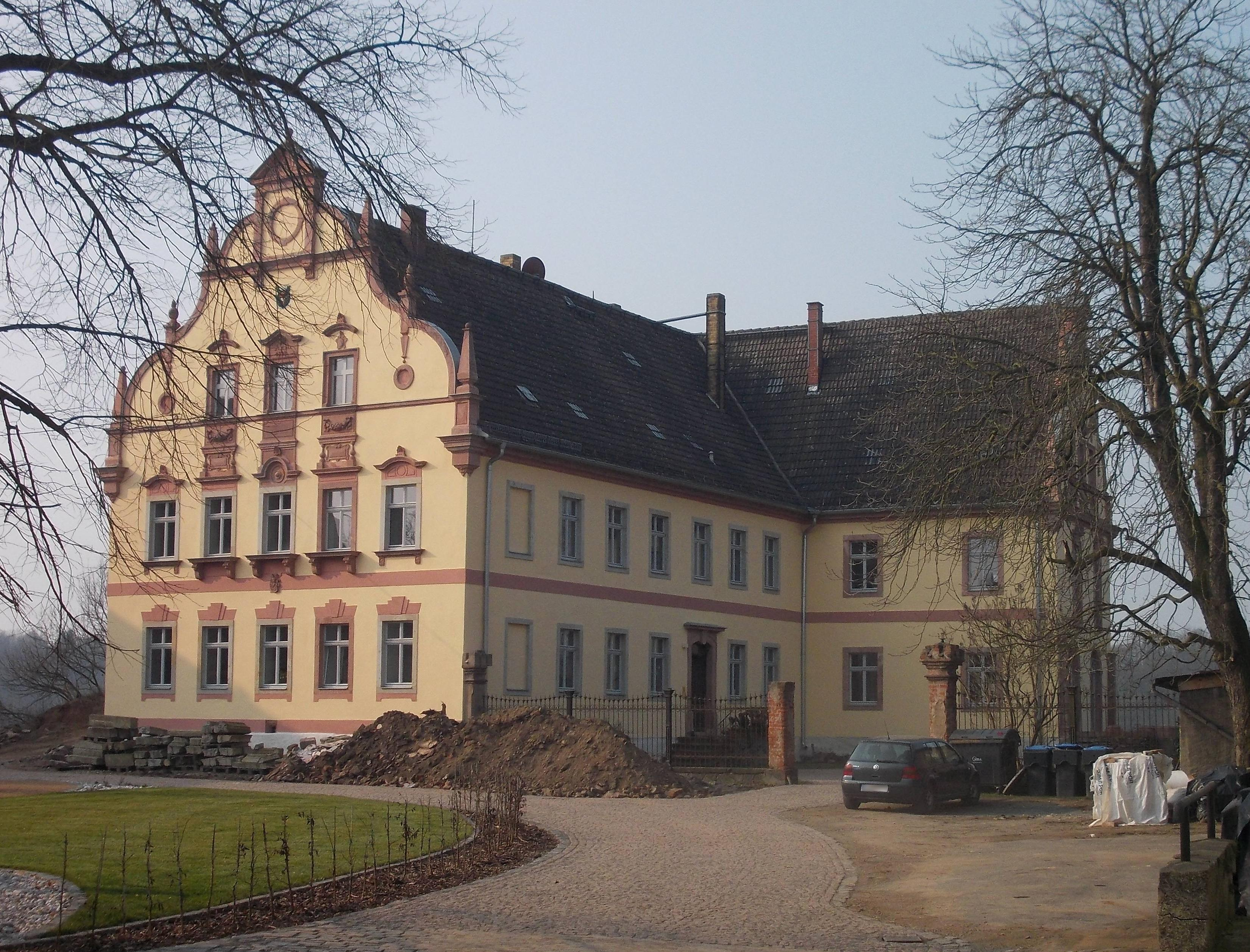
Herrenhaus des Ritterguts Kössern

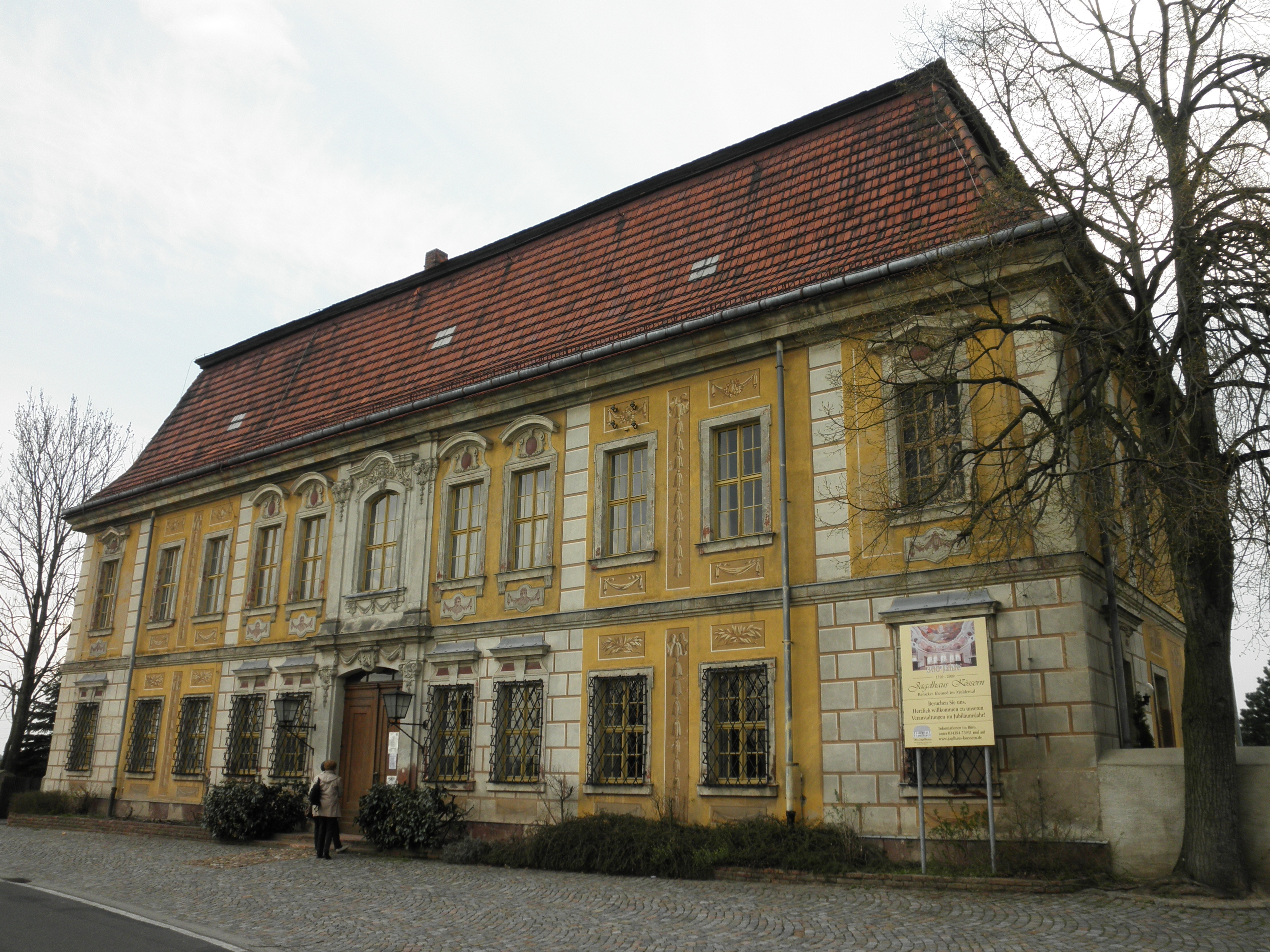
Jagdhaus Kössern

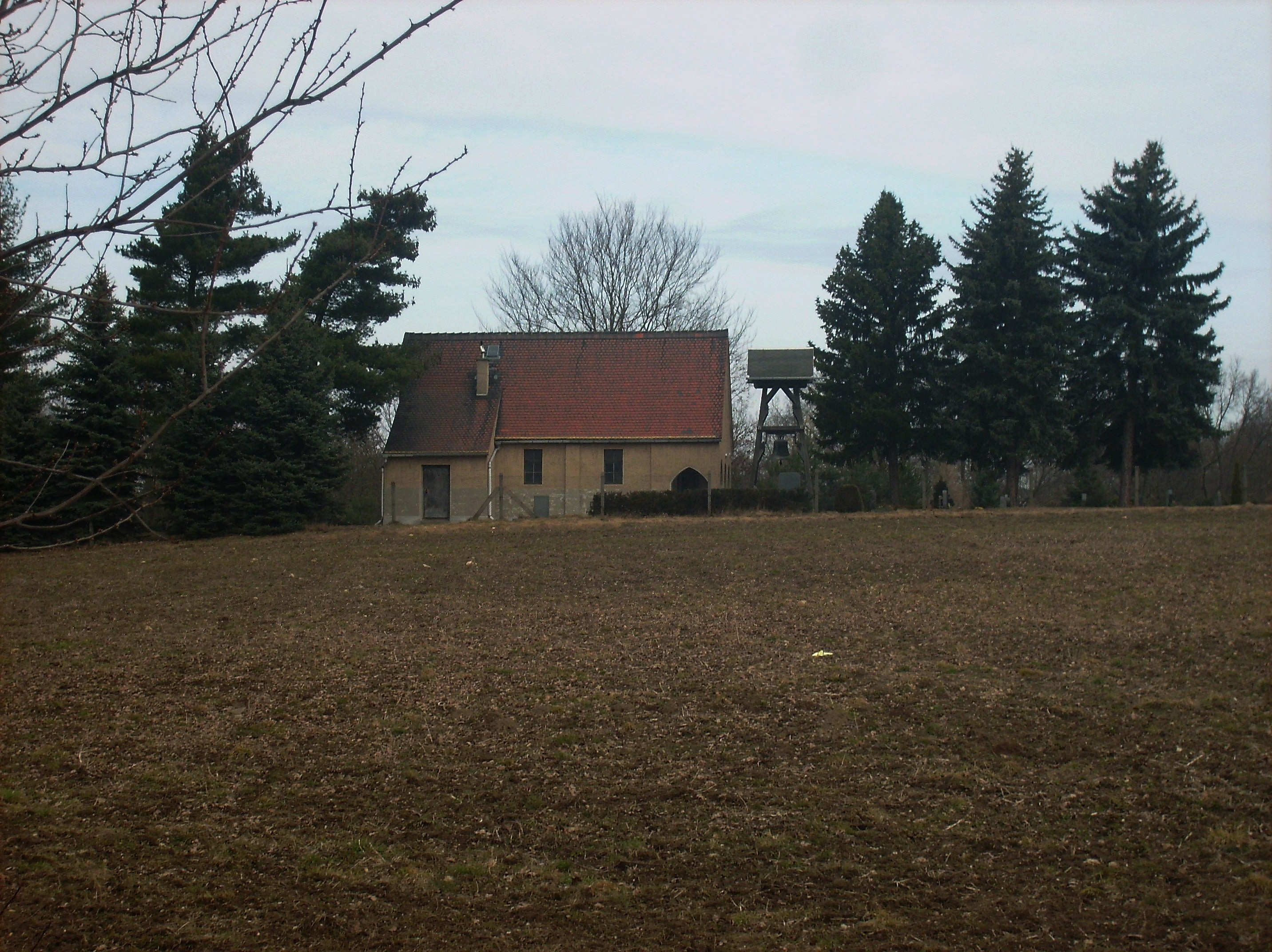
Kapelle Kössern mit Glockenturm

Im Jahr 1300 wurde der Rundweiler Kössern als usque ad obstaculum, quod dicitur Kozzerwer das erste Mal erwähnt. Bezüglich der Grundherrschaft gehörte Kössern zum Rittergut Kössern, welches im Jahr 1348 als Herrensitz eines Apez von Kozzer und im Jahr 1548 als Rittergut genannt ist. Zu dessen Gerichtsbarkeit gehörten neben Kössern auch Teile des Nachbarorts Förstgen und das Vorwerk Pielitzberg, welches auch den Namen Amalienburg trug.
Das ursprüngliche Herrenhaus von Kössern entstand im Jahr 1541 durch Nikol von Techwitz. Als Besitzer des Ritterguts Kössern folgte im 17. Jahrhundert die Familie Haugwitz, welche das Anwesen im Jahr 1693 an die Familie von Erdmannsdorff verkaufte. Um 1709 erfolgte der Bau des Jagdhauses Kössern unter Wolf Dietrich von Erdmannsdorff (1646–1723), dem Oberhofjägermeister und Ältestenminister am Hofe Augusts des Starken für herrschaftliche Jagdgesellschaften. Baumeister des barocken Jagdschlosses war nicht – wie vielfach erwähnt – Matthäus Daniel Pöppelmann, sondern Wolf Dietrich von Erdmannsdorf selbst. Pöppelmann lieferte jedoch den Entwurf der Fassade des Jagdhauses im Stil des Dresdner Barock. Die Fassade wurde reich bemalt, der Festsaal mit Kaminen und Deckengemälden prächtig gestaltet. Weiterhin ließ von Erdmannsdorff das Kavalierhaus (ab 1849 als Schule genutzt) und das Rittergut erbauen. Letzteres diente seinen eigenen Wohnzwecken. Zwischen 1695 und 1781 entstanden in Kössern eine Schenke, eine Mühle und eine regelmäßige Handwerkersiedlung, bestehend aus 45 nahezu identischen Häusern für 35 Gewerke. Im Jahr 1725 wurde an der Straße nach Keiselwitz nordöstlich von Kössern das Forsthaus Pielitzberg erbaut, welches der Oberforstmeister Wagner aufgrund der Königlichen Jagd im nahe gelegenen Thümmlitzwald errichten ließ. Nördlich des Forsthauses Pielitzberg ließ Oberförster Kermeß im Jahr 1773 ein herrschaftliches Landgut mit großem Aufwand errichten. Die Besitzerin Amalie von Rango prägte für dieses Vorwerk Pielitzberg ab 1821 den Begriff Amalienburg. Ihr Ehemann gründete hier eine Privatschule für höher gebildete Jungen. Von dem einstigen Vorwerk ist lediglich ein Wohnhaus erhalten geblieben. Als Besitzer des Ritterguts Kössern folgte ab 1772 die nachfolgend Silvester 1796 nobilitierte Familie von Abendroth. 1871 wurde das Herrenhaus im Stil der Neorenaissance umgestaltet.
Kössern gehörte bis 1856 zum kurfürstlich-sächsischen bzw. königlich-sächsischen Amt Colditz. Bei den im 19. Jahrhundert im Königreich Sachsen durchgeführten Verwaltungsreformen wurden die Ämter aufgelöst. Dadurch kam Kössern im Jahr 1856 unter die Verwaltung des Gerichtsamts Grimma und 1875 an die neu gegründete Amtshauptmannschaft Grimma. Kirchlich gehörte Kössern bis 1930 zu Leipnitz. Aufgrund der großen Entfernung zur Kirche Leipnitz legte die Gemeinde Kössern 1928 einen eigenen Friedhof mit Kapelle und einem hölzernen freistehenden Glockenturm an. Seit 1930 gehört Kössern kirchlich zu Großbothen. Im Zuge der Bodenreform in der Sowjetischen Besatzungszone ab 1945 wurde die Familie von Abendroth entschädigungslos enteignet. Das betraf das Jagdhaus und das Rittergut mit 232 Hektar, einschließlich Herrenhaus und Wirtschaftsgebäude. Eine Sanierung um 1970 bewahrte das Jagdhaus vor dem Verfall. Heute ist es eine Kulturstätte, betreut durch den im Jahre 2000 gegründeten Verein DAS JAGDHAUS – Dorfentwicklungs- und Kulturverein Kössern / Förstgen e. V. Das Herrenhaus des ehemaligen Ritterguts und seine noch erhaltenen Wirtschaftsgebäude befanden sich lange Zeit in beklagenswertem baulichem Zustand, wurden aber in den Jahren 2012 bis 2018 restauriert.
Durch die zweite Kreisreform in der DDR im Jahr 1952 wurde die Gemeinde Kössern dem Kreis Grimma im Bezirk Leipzig angegliedert. Am 1. Januar 1965 erfolgte die Eingemeindung von Förstgen. Auf dem Areal des einstigen Vorwerks Amalienburg in der Flur von Förstgen entstand ab 1969 ein Wochenendgebiet mit 130 Bungalows. Nordöstlich dieser entstand im Jahr 1975 der Thümmlitzsee durch Anstauung des Thümmlitzbachs.
Die Gemeinde Kössern kam Jahr 1990 zum sächsischen Landkreis Grimma, der 1994 im Muldentalkreis bzw. 2008 im Landkreis Leipzig aufging. Am 1. Januar 1994 schloss sich die Gemeinde Kössern mit ihrem Ortsteil Förstgen im Rahmen einer Gebietsreform mit den Gemeinden Großbothen, Leisenau und Sermuth-Schönbach zur Großgemeinde Großbothen zusammen. Bei der Auflösung der Gemeinde Großbothen kam Kössern am 1. Januar 2011 mit den vier weiteren nördlichen Ortsteilen – Großbothen, Schaddel, Kleinbothen und Förstgen zur Großen Kreisstadt Grimma. Seitdem bilden Kössern und Förstgen die Ortschaft Kössern.

### Entwicklung der Einwohnerzahl
| Kössern: Einwohnerzahlen 1548–2019                                                           | Kössern: Einwohnerzahlen 1548–2019 | Kössern: Einwohnerzahlen 1548–2019 | Kössern: Einwohnerzahlen 1548–2019 | Kössern: Einwohnerzahlen 1548–2019 |
| -------------------------------------------------------------------------------------------- | ---------------------------------- | ---------------------------------- | ---------------------------------- | ---------------------------------- |
| Jahr                                                                                         |                                    |                                    | Einwohner                          | Hinweis                            |
| 1548                                                                                         | 1548                               |                                    | 31                                 | 31                                 |
| 1764                                                                                         | 1764                               |                                    | 68                                 | 68                                 |
| 1834                                                                                         | 1834                               |                                    | 538                                | 538                                |
| 1871                                                                                         | 1871                               |                                    | 546                                | 546                                |
| 1890                                                                                         | 1890                               |                                    | 559                                | 559                                |
| 1910                                                                                         | 1910                               |                                    | 487                                | 487                                |
| 1915                                                                                         | 1915                               |                                    | 568                                | 568                                |
| 1925                                                                                         | 1925                               |                                    | 572                                | 572                                |
| 1939                                                                                         | 1939                               |                                    | 578                                | 578                                |
| 1940                                                                                         | 1940                               |                                    | 818                                | 818                                |
| 1946                                                                                         | 1946                               |                                    | 735                                | 735                                |
| 1949                                                                                         | 1949                               |                                    | 760                                | 760                                |
| 1950                                                                                         | 1950                               |                                    | 820                                | 820                                |
| 1964                                                                                         | 1964                               |                                    | 644                                | 644                                |
| 1980                                                                                         | 1980                               |                                    | 603                                | 603                                |
| 1990                                                                                         | 1990                               |                                    | 615                                | 615                                |
| 1991                                                                                         | 1991                               |                                    | 617                                | 617                                |
| 2003                                                                                         | 2003                               |                                    | 693                                | 693                                |
| 2014                                                                                         | 2014                               |                                    | 583                                | 583                                |
| 2019                                                                                         | 2019                               |                                    | 439                                | 439                                |
| Orange markiert: Jahre, in denen die Angabe der Einwohneranzahl für Förstgen inkludiert ist. |                                    |                                    |                                    |                                    |

| Jahr    | Einwohnerzahl                               |
| ------- | ------------------------------------------- |
| 1548/51 | 11 besessene Mann, 20 Inwohner, 5 1⁄8 Hufen |
| 1764    | 11 besessene Mann, 57 Häusler, 5 1⁄8 Hufen  |
| 1834    | 538                                         |
| 1871    | 546                                         |
| 1890    | 559                                         |
| 1910    | 487                                         |
| 1915    | 568                                         |
| 1925    | 572                                         |
| 1939    | 578                                         |
| 19401   | 818                                         |
| 1946    | 735                                         |
| 1949    | 760, davon 190 Umsiedler                    |
| 1950    | 820                                         |
| 1964    | 644                                         |
| 19801   | 603                                         |
| 19901   | 615                                         |
| 19911   | 617                                         |
| 20031   | 693                                         |
| 20141   | 583, davon 453 Kössern und 130 Förstgen     |
| 20191   | 439                                         |
|         | 1 mit Förstgen                              |

### Bürgermeister und Ortsvorsteher/in Kössern, Förstgen und dem Gemeindeverbund
| Zeitraum  | Person                                 |
| --------- | -------------------------------------- |
| 1838–1840 | Christian Steuer (Gärtnergutsbesitzer) |
| 1840–1854 | Friedrich Köhler                       |
| 1854–1887 | August Birnbaum (Häusler)              |
| 1887–1918 | Hermann Wehnert (Gärtnergutsbesitzer)  |
| 1919–1923 | Georg Lamprecht (Gastwirt)             |
| 1923–1934 | Otto Ulbricht                          |
| 1934–1940 | Karl Lange                             |
| 1940–1946 | Otto Ulbricht                          |
| 1946–1956 | Alfred Hohaus                          |
| 1956–1957 | Rudolf Freudn                          |
| 1957–1965 | Felix Beyer                            |

| Zeitraum  | Person            |
| --------- | ----------------- |
| 1838–1858 | A. Julius Richter |
| 1858–1869 | Ehregott Kießling |
| 1869–1881 | Wilhelm Hanns     |
| 1881–1892 | Hermann Friedrich |
| 1892–1922 | Moritz Exner      |
| 1922–1945 | Paul Müller       |
| 1945–1947 | Alfred Taube      |
| 1947–1950 | Oswin Weiske      |
| 1950–1956 | Oskar Schmidt     |
| 1956–1965 | Werner Kötz       |

| Zeitraum  | Person           |
| --------- | ---------------- |
| 1965–1977 | Werner Kötz      |
| 1977–1984 | Fritz Thiemer    |
| 1984–1990 | Wolfgang Domnick |
| 1990–1994 | Manfred Handwerk |

| Zeitraum  | Person            |
| --------- | ----------------- |
| 1994–1999 | Manfred Handwerk  |
| 1999–2009 | Petra Brummer     |
| 2009–2011 | Dietmar Meißner   |
| ab 2011   | Andreas Weishaupt |

## Sehenswürdigkeiten
- Rittergut Kössern, bestehend aus dem Herrenhaus, Nebengebäuden, Boskett, Garten im Stil der Neorenaissance / Barock

- Obeliskenpaar im Boskett des Rittergut Kösserns[14]
- Jagdhaus Kössern
- Kavaliershaus
- Forsthaus Kössern (Pielitzberg)
- Fährhaus mit Bootsschuppen und Bergkeller
- Ehemaliges Brückenzollhaus

## Persönlichkeiten
- Hermann von Abendroth (* 1807 in Kössern; † 1884 in Grimma): nach Jurastudium Rittergutsbesitzer in Kössern und Abgeordneter im Sächsischen Landtag
- Ferdinand von Abendroth (* 1916 in Kössern; † 1944 bei Lemberg): Major der Wehrmacht und Ritterkreuzträger, gefallen 1944 in der Ukraine[15]
- Manfred Berger (* 1921 in Leipzig; † 2009): Architekt, Hochschullehrer und Denkmalpfleger, ansässig in Kössern, Verdienste um die Erhaltung und Restaurierung des Jagdhauses

## Historische Fähren Kössern/Förstgen

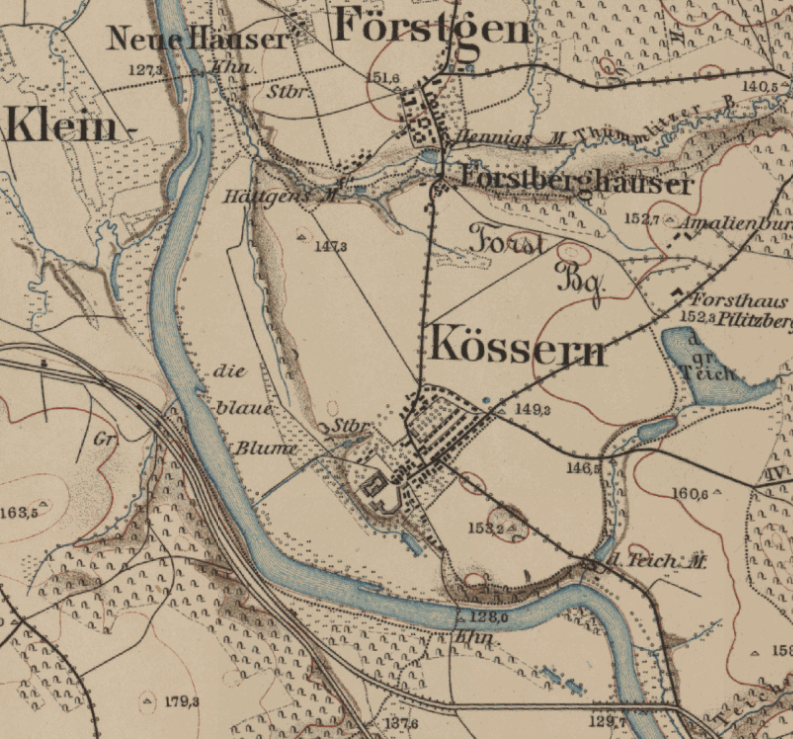
Historischer Kartenausschnitt zu den Fährverbindungen von Kössern und Förstgen.

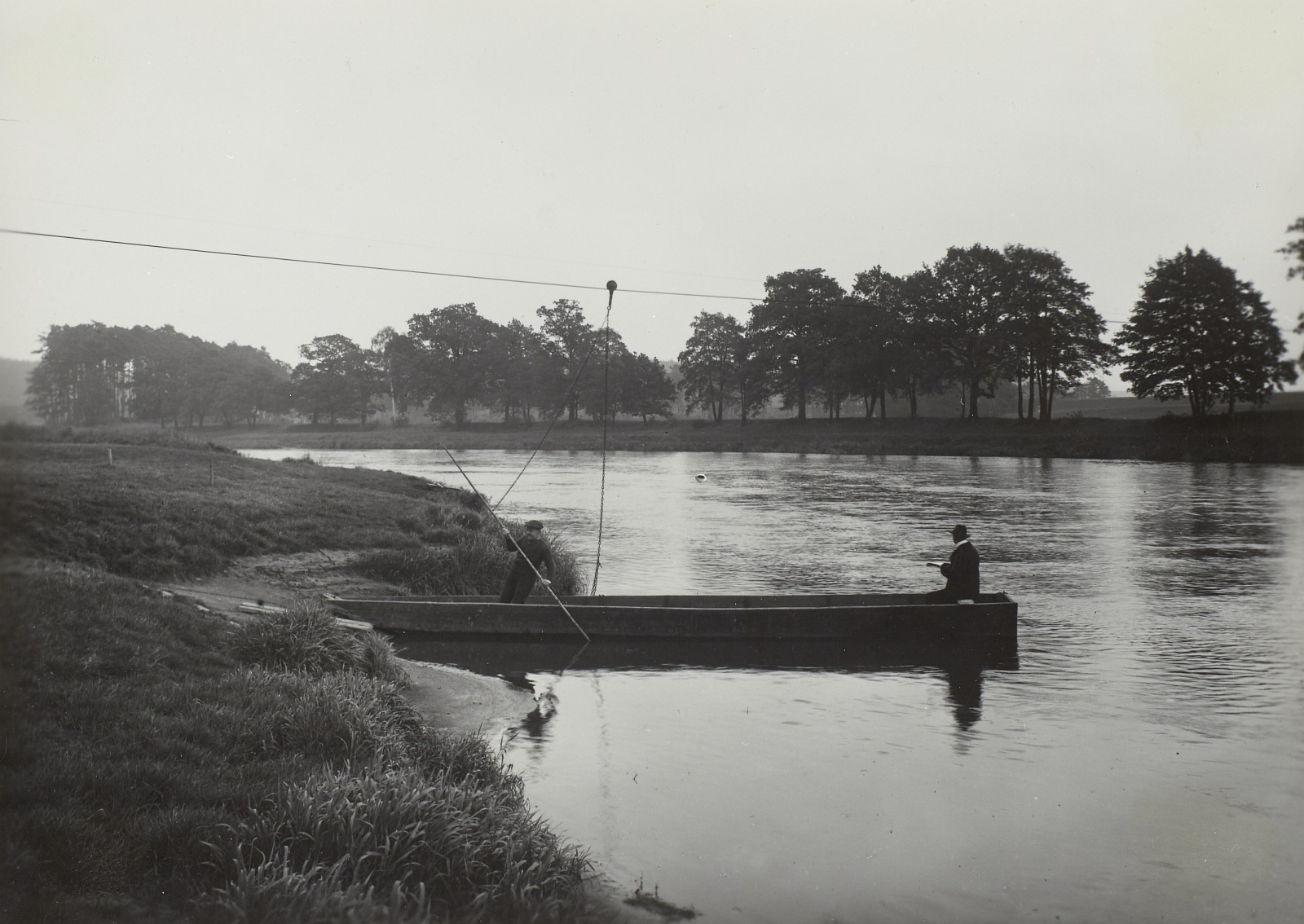
Fähre Kössern (1925)

Bereits 1558 wurde dem Rittergut Kössern durch Kurfürst August die Fischerei- und Fährgerechtigkeit verliehen. In der entsprechenden Urkunde heißt es, dass „die Leute überzusetzen und nicht zu beschweren“ seien. Im Jahr 1745 versuchte der Amtmann von Grimma vergeblich, dem Rittergut diese Rechte streitig zu machen. Die Auseinandersetzungen über die Fährrechte zogen sich über mehrere Jahrzehnte hin, in denen keine offiziellen Unterlagen zur Fährnutzung überliefert sind. Erst 1808 wurde die Fährverbindung wieder aufgenommen, wobei erneut Streitigkeiten mit den Städten Colditz und Grimma entbrannten. Diese wurden letztlich zugunsten des Rittergutes Kössern entschieden. Es durfte die Fähre jedoch nur zum Eigengebrauch betreiben, das Übersetzen von geleitpflichtigem Fuhrwerk war nicht gestattet. Im Jahr 1859 wurde die Fähre an einen Tagelöhner verpachtet. Etwas flussabwärts davon entstand 1887–1888 eine Muldenbrücke in Richtung Großbothen, errichtet vom Staat unter Mitwirkung des Gutsbesitzers Alfred von Abendroth. Der Brückenzoll wurde bis zum Ersten Weltkrieg vom Rittergut Kössern erhoben. Der historische Standort der Fähre ist heute noch durch das historische Fährhaus Kössern erkennbar (s. Liste der Kulturdenkmale in Kössern).
Auch im benachbarten Förstgen bestand eine Fährverbindung über die vereinigte Mulde nach Kleinbothen. Eine Furt an dieser Stelle ist bereits 1473/74 und  1618 belegt. Im Jahr 1874 wurde der Gemeinde Förstgen eine Fährgerechtigkeit gegen einen jährlichen Canon von drei Mark zuerkannt. Zusätzlich musste eine Entschädigung in Höhe von fünf Groschen an das auf der gegenüberliegenden Uferseite gelegene Land- und Schulgut Nimbschen gezahlt werden. Die jährlichen Einnahmen aus dem Betrieb der Fähre betrugen im Jahr 1877 durchschnittlich 60 Pfennig. Der frühere Fährstandort ist heute noch durch den hinführenden Straßennamen „Fährweg“ erkennbar. Die Notwendigkeit des Betriebes beider Fährstandorte entfiel durch den Bau der Straßenbrücke über die Mulde.

## Eisenbahn-Viadukt Kössern

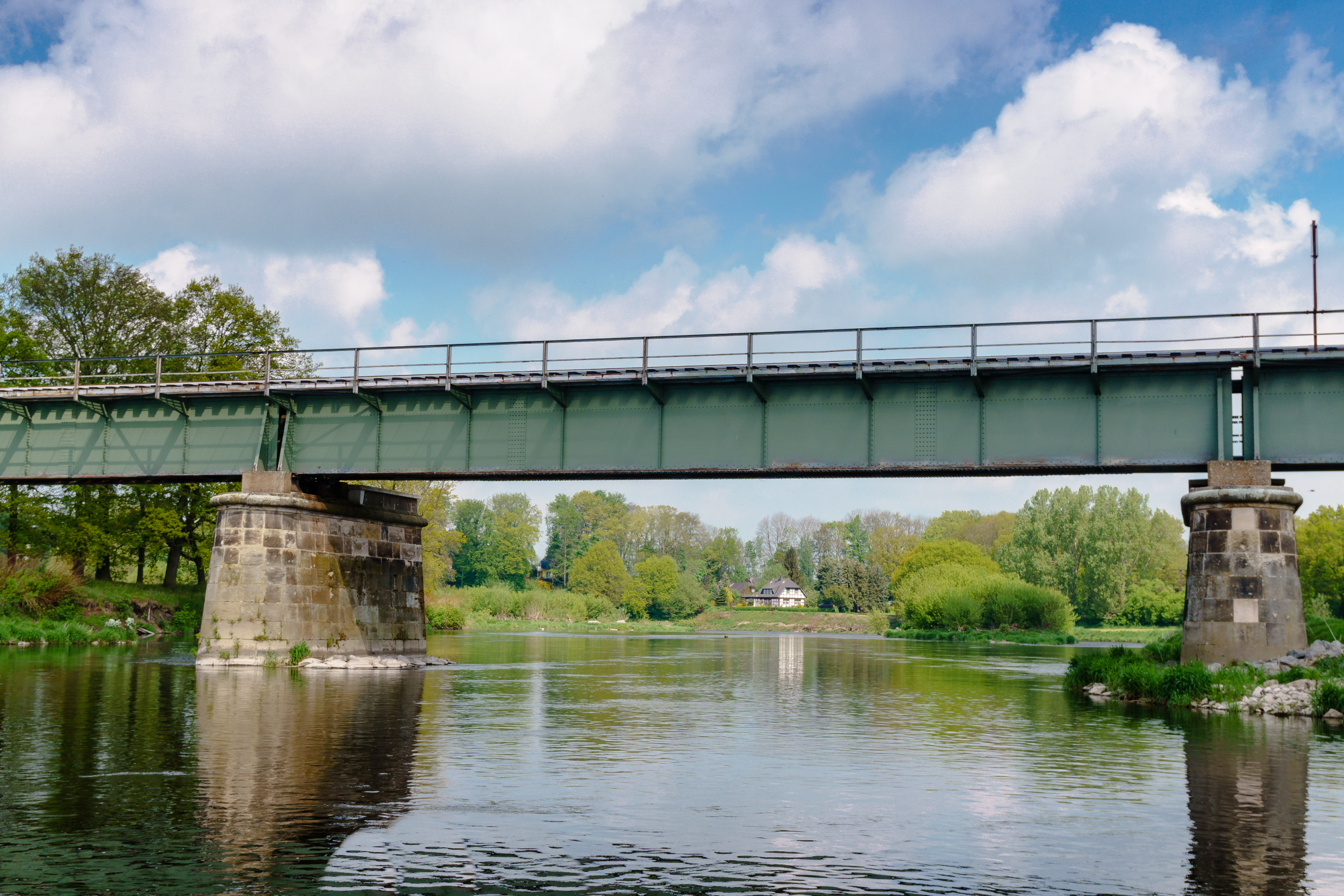
Eisenbahnbrücke Kössern über die Mulde

Die Eisenbahnbrücke Kössern ist ein 310 Meter langes Viadukt über die Freiberger Mulde und gehört zur Bahnstrecke Borsdorf–Coswig (Strecke 6386). Das Bauwerk wurde in den Jahren 1866 bis Mai 1867 im Zuge des Baus der Eisenbahnverbindung Leipzig–Döbeln–Dresden durch das Jacobiwerk in Meißen errichtet, als Teil der infrastrukturellen Erschließung Sachsens im 19. Jahrhundert. Der Viadukt besteht aus einer auf Natursteinpfeilern gelagerten Vollwandträgerbrücke und gilt als größtes Ingenieurbauwerk dieser Strecke. Die Brücke wurde mehrfach umgebaut und ist heute ein eingetragenes Kulturdenkmal des Freistaates Sachsen. Sie besitzt neben ihrer landschaftsprägenden Wirkung auch verkehrsgeschichtliche Bedeutung.
Ursprünglich profitierte der Ort Kössern kaum vom Bau der Bahnlinie, da er keine eigene Haltestelle erhielt. Trotz Petitionen von Gemeindevorstehern und dem Rittergutsbesitzer wurde dies mit der Nähe zu den Bahnhöfen Großbothen und Tanndorf abgelehnt. Der nächstgelegene Bahnhof in Großbothen war für die Einwohner Kösserns jedoch nur mittels einer Fähre bei den „Vier Häusern“ (Förstgen) erreichbar. Insbesondere bei Hochwasser oder Eisgang war der Ort vom Bahnverkehr abgeschnitten, bis 1887/1888 eine Straßenbrücke über die Mulde errichtet wurde.
Das Eisenbahnviadukt wird von der Deutschen Bahn unter der Bezeichnung „Eisenbahnüberführung über Graben/Flutöffn. zeitw. Wasser“ geführt. Es befindet sich im Regionalbereich Südost (Netzsegment Zwickau) und ist der Geschäftseinheit DB InfraGO AG zugeordnet. Die Brücke umfasst eine Fläche von etwa 3.100 m² und befindet sich laut Bewertung im Zustand „ZK 4“, was bedeutet, dass Erneuerungsmaßnahmen geplant sind.

## Muldenbrücke Kössern - Großbothen
Die Muldebrücke Kössern-Großbothen ist ein historisches Bauwerk, das die Mulde westlich von Kössern überquert und eine wichtige Verbindung zwischen den umliegenden Gemeinden darstellt. Sie wurde vom 18. August 1887 bis zum 20. August 1888 von der Firma Lippold aus Holzminden unter der Leitung der Königlichen Straßen- und Wasser-Bauinspektion Grimma errichtet. Der Bau der Brücke war notwendig, da die vorherige Furt zwischen Förstgen und Kleinbothen, die bereits in Rechnungen des Amtes Colditz aus den Jahren 1473/74 erwähnt wurde, bei Hochwasser oder Eisgang oft unpassierbar war. Dies führte dazu, dass Kössern regelmäßig vom Fuhrwerksverkehr abgeschnitten war. Jahrelange Bemühungen des Gemeindevorstehers und des Rittergutsbesitzers von Kössern führten schließlich dazu, dass der sächsische Staat den Bau der Brücke genehmigte.
Die Baukosten betrugen insgesamt ca. 129.000 Mark, wovon das Rittergut Kössern sowie die umliegenden Gemeinden Förstgen, Keiselwitz und Leipnitz über 34.000 Mark beisteuerten. Der damalige Rittergutsbesitzer Alfred von Abendroth erhielt für seine finanzielle Beteiligung und die Bereitstellung des Zugangslandes das Recht, Brückenzoll zu erheben. Zu diesem Zweck ließ er 1888 ein Brückenzollhaus am westlichen Ortsausgang errichten, das heute verlassen ist, aber zuvor als Wohnhaus diente. Laut Tarifverzeichnis waren Fußgänger, Mitglieder des Königlichen Hauses, Beamte, Militärangehörige und Feuerwehrleute im Dienst sowie unbeladene Schubkarren und Kleintiere vom Zoll befreit. Radfahrer versuchten häufig, die Gebühr von 5 Pfennigen zu umgehen, indem sie ihre Fahrräder über die Brücke trugen, was zu einem Rechtsstreit führte, der 1892 zugunsten eines Arbeiters entschieden wurde. Die Erhebung des Brückenzolls endete mit Beginn des Ersten Weltkriegs.

Die Brücke besteht aus sechs korbbogenförmigen Gewölben mit einer Gesamtlänge von 142,50 m. Die lichten Weiten der Bögen variieren zwischen 19,48 m und 22,51 m. Die tragenden Bögen wurden aus Quarzporphyr-Bruchsteinmauerwerk errichtet, während die Gesimse aus Sandstein gefertigt wurden. Die Pfeiler sind rund gestaltet und verfügten über begehbare Kanzeln mit Sandsteinbrüstungen, die einen Blick in das breite Flusstal ermöglichten. Die Brücke wurde auf der Westseite flach auf Porphyr gegründet, während die östlichen Pfeiler und das rechte Widerlager im tragfähigen Flusskies gegründet wurden. Die Bauweise der Brücke entspricht der typischen Architektur sächsischer Muldebrücken und ist ein Beispiel für die akademische Form der zweiten Hälfte des 19. Jahrhunderts.

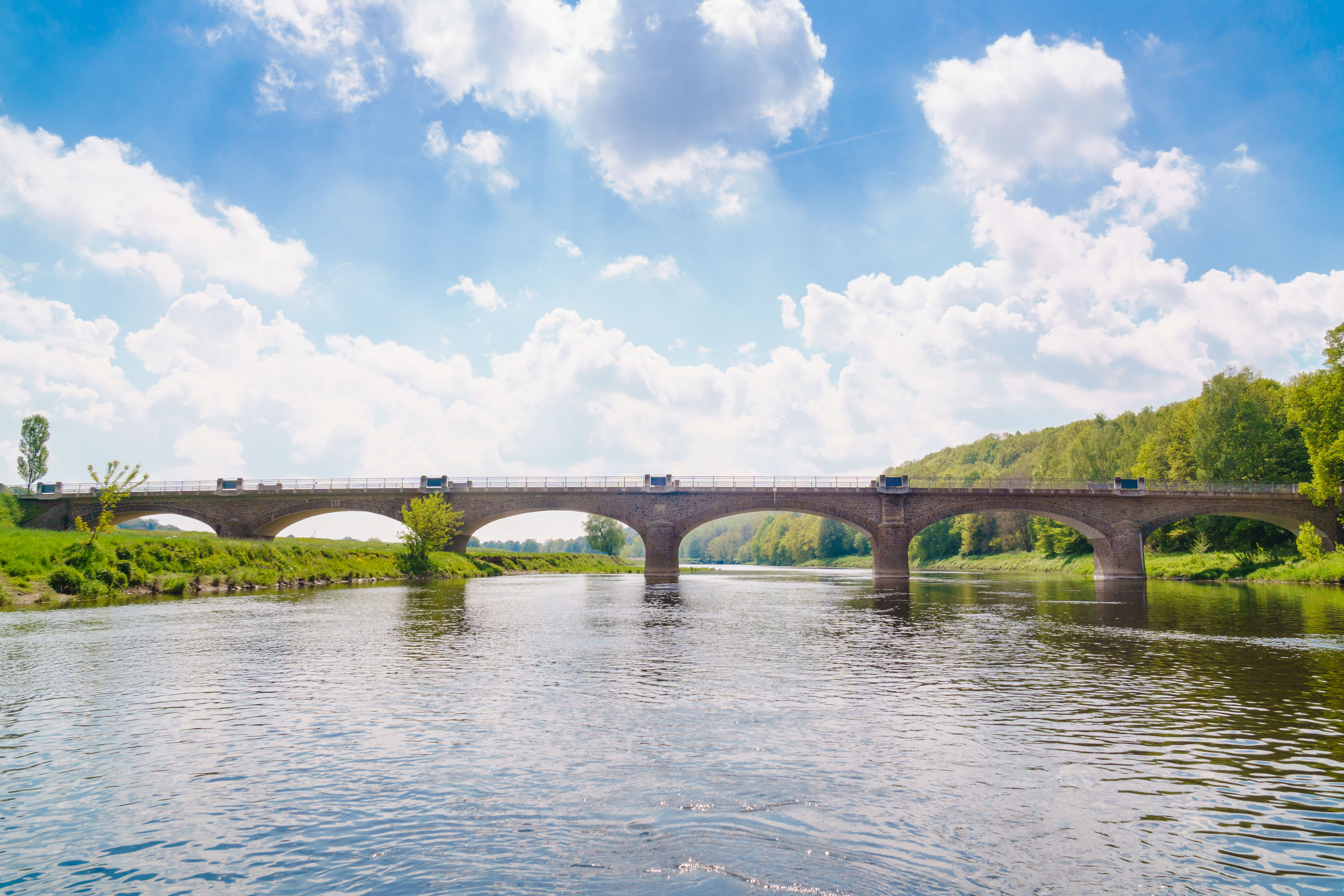
Straßenbrücke Kössern über die Mulde.

Während des Zweiten Weltkriegs konnte die Zerstörung der Brücke durch den damaligen Bürgermeister Otto Ulbricht verhindert werden. Sie blieb unbeschädigt und ist bis heute im Originalzustand erhalten. Nach dem Krieg diente die Brücke nicht nur dem Flüchtlingsstrom in Richtung Westen, sondern auch der Verlegung großer Verbände der Sowjetarmee nach Westsachsen und Thüringen.
Im Jahr 1993 wurden Stahlgleitwände und eine Lichtsignalanlage installiert, da die Brücke mit einer Breite von 5,40 m den modernen Verkehrsanforderungen nicht mehr genügt. Ein durchgeführter Umbau verbreiterte die Fahrbahn auf 6,50 m, die Tragfähigkeit erhöhte sich entsprechend auf die Brückenklasse 60/30 und die Breite zwischen Borden und Geländern wurde auf 1,25 m vergrößernt. Historische Elemente wie die steinernen Brüstungen über den Pfeilern und Widerlagern wurden größtenteils wiederhergestellt und ein Sondergeländer wurde eng an das ursprüngliche historische Geländer angelehnt. Die Entwässerung des Überbaus erfolgt durch Brückenabläufe und Längsleitungen, während der Kolkschutz der Flusspfeiler durch ausbetonierte Spundwandkästen und Wasserbausternen gewährleistet wird.

## Freiwillige Feuerwehr Kössern
Die Freiwillige Feuerwehr Kössern wurde im Jahr 1934 gegründet und ist seitdem ein fester Bestandteil des örtlichen Brandschutzes und der Gefahrenabwehr. Neben dem klassischen Einsatzspektrum in Brand- und Hilfeleistungssituationen engagiert sich die Wehr auch in der Nachwuchsarbeit durch eine eigene Jugendfeuerwehr. Derzeit verfügt die Feuerwehr über ein Tragkraftspritzenfahrzeug mit Wassertank (TSF-W), das unter anderem mit einem 750-Liter-Wassertank, einer Tragkraftspritze PFPN 10–1000 sowie umfangreicher Beleuchtungs- und Verkehrssicherungstechnik ausgestattet ist. Zur Verbesserung der Einsatzbedingungen begann im Jahr 2023 der Neubau eines modernen Feuerwehrgerätehauses auf dem Gelände einer zuvor abgerissenen ehemaligen Kaufhalle. Das neue Gebäude umfasst unter anderem eine Fahrzeughalle für zwei Einsatzfahrzeuge, einen Sozialtrakt sowie Schulungsräume, soll voraussichtlich 2025 fertiggestellt werden und rund 2,3 Mio. Euro kosten.
| Zeitraum  | Person              |
| --------- | ------------------- |
| 1932–1933 | Christoph Krösch    |
| 1933–1945 | Oswin Schulz        |
| 1945–1946 | Arthur Pietzsch     |
| 1946–1952 | Willi Voigt         |
| 1952–1960 | Heinz Warnecke      |
| 1960–1964 | Manfred Jahn        |
| 1964–1972 | Wolfgang Busch      |
| 1972–2008 | Michael Hartmann    |
| 2008–2013 | Hans Jürgen Lindner |
| seit 2013 | René Stephan        |